# 방향 탐지

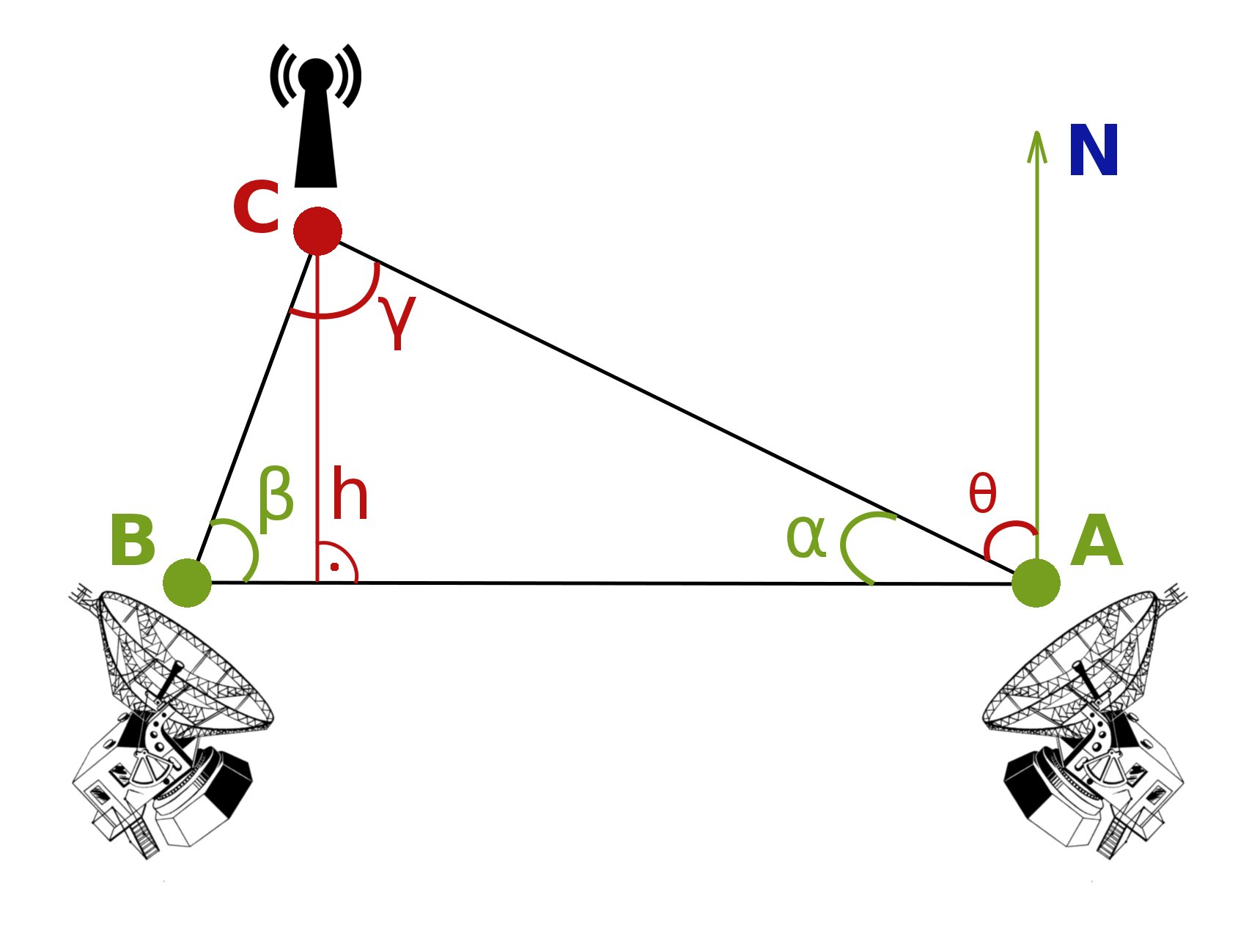
두 개의 방향탐지 안테나(A, B)를 이용한 전파삼각측량 방식

방향 탐지(direction finding, DF) 또는 무선 방향 탐지(radio direction finding, RDF)는 전파를 사용하여 무선 소스(source)의 방향을 결정하는 것이다. 소스는 협력하는 무선 송신기일 수도 있고 부주의한 소스, 자연 발생 무선 소스, 불법 또는 적 시스템일 수도 있다. 무선 방향 찾기는 방향만 하나의 수신기에 의해 결정된다는 점에서 레이더와 다르다. 레이더 시스템은 일반적으로 관심 대상까지의 거리와 방향도 제공한다. 삼각 측량을 통해 무선 소스의 위치는 두 개 이상의 위치에서 방향을 측정하여 확인할 수 있다. 무선 방향 탐지는 선박 및 항공기의 무선 항법, 수색 및 구조를 위한 비상 송신기 찾기, 야생 동물 추적, 불법 또는 간섭 송신기 찾기에 사용된다. 제2차 세계대전 동안 양측은 항공기, 수상함, 잠수함의 위치를 파악하고 지시하기 위해 무선 방향 탐지를 사용했다.
RDF 시스템은 모든 무선 소스와 함께 사용할 수 있지만 매우 긴 파장(낮은 주파수)에는 매우 큰 안테나가 필요하며 일반적으로 지상 기반 시스템에서만 사용된다. 그럼에도 불구하고 이러한 파장은 "수평선 너머" 매우 먼 거리를 이동할 수 있기 때문에 해양 무선 항법에 사용되며, 이는 가시선이 수십 킬로미터에 불과한 선박에 유용하다. 수평선이 수백 킬로미터까지 확장될 수 있는 항공 용도의 경우 더 높은 주파수를 사용할 수 있으므로 훨씬 더 작은 안테나를 사용할 수 있다. 무지향성 비콘 또는 상업용 AM 라디오 방송이라고 불리는 무선 비콘에 맞춰 조정될 수 있는 자동 방향 탐지기는 20세기에 대부분의 항공기에 탑재되었으나 단계적으로 폐지되고 있다.
군대의 경우 RDF는 신호 정보의 핵심 도구이다. 적 송신기의 위치를 찾는 능력은 제1차 세계 대전 이후 매우 중요했으며 제2차 세계 대전 대서양 전투에서 핵심적인 역할을 했다. 영국의 첨단 "허프더프(huff-duff)" 시스템이 전쟁 중 침몰한 모든 U-보트의 24%에 직간접적으로 영향을 미친 것으로 추정된다. 현대 시스템은 위상 배열 안테나를 사용하여 매우 정확한 결과를 얻기 위한 신속한 빔포밍을 가능하게 하며 대규모 전자전 제품군의 일부이다.
초기 무선 방향 탐지기는 신호 강도를 비교하기 위해 기계적으로 회전하는 안테나를 사용했으며 동일한 개념의 여러 전자 버전이 뒤따랐다. 현대 시스템은 일반적으로 자동화가 더 간단한 위상 비교 또는 도플러 기술을 사용한다. 초기 영국 레이더 세트는 RDF로 불렸다. 실제로 체인 홈(Chain Home) 시스템은 방향을 결정하기 위해 대형 RDF 수신기를 사용했다. 이후의 레이더 시스템은 일반적으로 방송 및 수신을 위해 단일 안테나를 사용했으며 안테나가 향하는 방향에서 방향을 결정했다.

## 같이 보기
- 라디오 비콘
- 실내 위치 추적 서비스
- 실시간 위치추적 서비스
- 초단파 전방향 무선표지/거리측정장치(VOR/DME)